# 穆萨巴尼
穆萨巴尼（Musabani），是印度贾坎德邦Purbi Singhbhum县的一个城镇。总人口33892（2001年）。

## 人口
该地2001年总人口33892人，其中男性17691人，女性16201人；0—6岁人口4058人，其中男2052人，女2006人；识字率67.16%，其中男性为75.65%，女性为57.89%。